# Augustibuller 1997
Augustibuller 1997 var den andra upplagan av musikfestivalen Augustibuller under 1997. Den hade tolv spelande band. Besökarantalet låg på 300 personer och festivalen hade fritt inträde.

## Bandlista
- A Bombs
- Die Erste Hilfe
- The Green
- Toilsome
- Keijs 26022
- Auburn
- GulZot
- Speak
- Jeff
- Farbror Arto
- Nordenling
- Erik Dåverud